# ستوپاوا، ناحیه مالاتسکی
ستوپاوا، ناحیه مالاتسکی (به آلمانی: Stampfen) یک شهرک در اسلواکی با جمعیت ۹٬۳۸۳ نفر است که در Malacky District واقع شده‌است.